# Josef Meinhardt
Josef Meinhardt (* 7. Juli 1900 in Neusiedl am See; † unbekannt) war ein österreichischer, nationalsozialistischer Politiker und Grundbuchsführer aus Neusiedl am See. Zum 18. September 1930 trat er in die NSDAP ein (Mitgliedsnummer 198.793). Er hatte 1938 das Amt des Kreisorganisationsleiters inne und wurde am 15. März 1938 von Gauleiter Tobias Portschy zum Mitglied des Burgenländischen Landtags ernannt.